# Norische Senke
Koordinaten: 47° 15′ N, 14° 55′ O
Als Norische Senke wird in der Geologie und Geografie eine von Westen nach Osten verlaufende Längstalfurche in den Ostalpen bezeichnet. Mehrere inneralpine Becken reihen sich hier kettenartig aneinander. Die norische Senke reicht von Salzburg über die Steiermark bis Niederösterreich. Als Talungszug begleitet sie die Mur-Mürz-Furche über weite Strecken etwa 10 Kilometer nördlich, daher spricht man auch von Murparalleltal, gegen Osten hin verschneiden die Semmeringlinie und die norische Senke aber, teils gehören Mürztalungen geologisch zur norischen Senke.
Die im Neogen hier abgelagerten Sedimente bilden eine flache, relativ weiche Oberflächenstruktur. Dadurch wurde diese Senke entlang der Flussläufe von Mürz und Mur als alpiner Siedlungsraum bedeutend. Die Bezeichnung „norische Senke“ leitet sich vom Namen des ehemaligen keltischen Königreichs Noricum ab, das im Bereich der Ostalpen gelegen war. Die Becken waren früher wegen deren Kohlevorkommen von wirtschaftlicher Bedeutung.
Zur norischen Senke gehören folgende Becken in der Reihung von West nach Ost:
- Tamsweger Becken
- Talung der Krakau[3]
- Talbecken des Katschtals
- Talbecken von Oberwölz
- Fohnsdorfer Becken
- Seckauer Becken
- Trofaiacher Becken
- Leobener Becken
- Aflenzer Becken
- Tertiär im Mürztal (Becken um St. Marein und um Krieglach)[4]
- Tertiär von Ratten
- Tertiär von Hart bei Gloggnitz
- Tertiär der Buckligen Welt

Zwischen Lungau und Semmering bilden diese Becken das Murparalleltal. Es ist kein geschlossener Talzug und stellt folgende Berggruppen frei:
- den Hohenbühel (1581 m ü. A.) bei Mauterndorf und Tamsweg
- die Murberge von den Schladminger und Wölzer Tauern entlang der Talline St. Peter am Kammersberg – Oberwölz – Salchau – Oberzeiring[2][3]
- den Gaaler Höhenzug von den Seckauer Tauern bei Seckau
- die Mürztaler Alpen von Hochschwabgruppe und Mürzsteger Alpen durch die Becken bei Trofaiach und Aflenz[2]